# China Communications Construction Company
China Communications Construction Company, Ltd. (CCCC) é uma empresa multinacional chinesa de engenharia e construção de propriedade estatal e de capital aberto. A CCCC opera principalmente em projeto, construção e operação de ativos de infraestrutura, incluindo rodovias, pontes, túneis, ferrovias (especialmente ferrovias de alta velocidade), metrôs, aeroportos, plataformas de petróleo e portos. A CCCC foi contratada para vários projetos da Iniciativa do Cinturão e Rota.

## História
Os predecessores da CCCC podem ser rastreados até a Dinastia Qing, quando o Junpu Engineering Bureau foi estabelecido em 1905. A empresa foi formada oficialmente em 2005 pela fusão da China Road and Bridge Corporation (CRBC) e China Harbour Engineering Company (CHEC), que se concentram em infraestrutura de transporte e infraestrutura marítima, respectivamente. Em 2006, a empresa listou ações na Bolsa de Valores de Hong Kong, seguida por uma listagem na Bolsa de Valores de Xangai em 2012.
A empresa tem várias subsidiárias, incluindo o John Holland Group, uma empresa de construção com sede na Austrália focada em infraestrutura, e a Friede & Goldman, que projeta embarcações offshore para a indústria de petróleo e gás.

## Acionistas
A CCCC é uma ação "blue chip" (parte do Índice CSI 300). 
A Comissão de Supervisão e Administração do Património do Estado do Conselho de Estado (SASAC) detém 63,8% das ações da empresa. Outros acionistas incluem várias afiliadas de (ou fundos administrados por) Merrill Lynch, BlackRock e JPMorgan Chase.

## Projetos
- Túnel de Karnaphuli, Bangladesh[5]